# Tipo (tipografia)

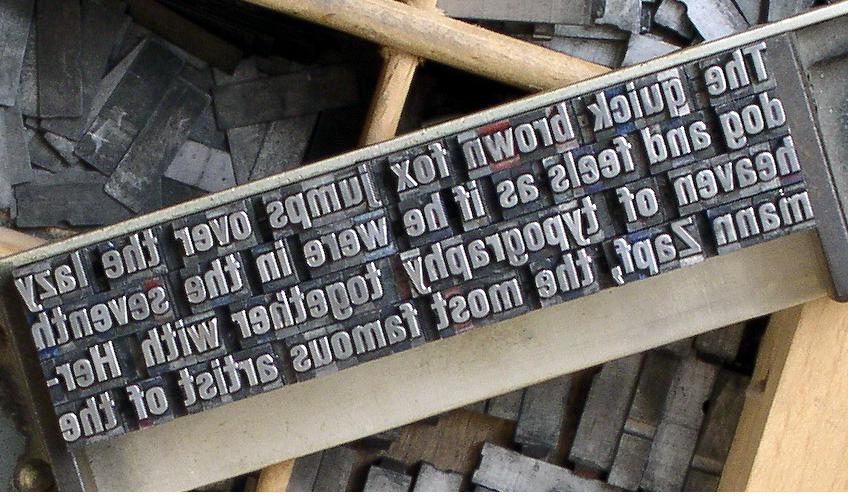
Tipos móveis dispostos em um componedor.

Tipo na área da tipografia, refere-se aos tipos móveis das prensas mecânicas para impressão de textos. Podem ser feitos de dois materiais: os tipos de metal (ou tipos fundidos) e de madeira. Tipo é, também, o termo referente aos caracteres das letras.
Com o advento da tipografia digital, o termo passou a se referir, talvez vulgarmente, também às tipografias digitais específicas ou como sinônimo de família tipográfica.

## Tipos digitais
Existem tipos digitais para: 
- impressão, fontes que são criadas para serem impressas em gráfica ou em impressora matricial ou laser. ex: Times New Roman, Palatino, Gill Sans;
- tela (para visualização em tela de computador). ex: Verdana ou Arial;
- web ou internet, são as famílias tipográficas que existem na maioria dos sistemas operacionais dos computadores, logo podem ser visualizadas em qualquer navegador (ou browser);

Essa é uma diferenciação que surge com o uso extensivo do computador. É interessante percebermos que todo tipo para web deveria ser também ser um tipo para tela, mas isso nem sempre  é o caso. Por exemplo, a Times New Roman é um dos tipos para web mais comuns, por fazer parte do sistema operacional Windows, mas é um tipo para impressão clássico, foi criada para servir as limitações de leitura do jornal The Times of London (em 1932).
Cada tipo de suporte, meio ou técnica possui suas limitações de visualização. Portanto o usuário de determinado tipo digital (ou família tipográfica) deve considerar essas questões ao fazer sua escolha.

## Anatomia do tipo móvel de metal

Diagrama do tipo móvel

Elementos principais
a. Olho
b. Face(anterior) ou Barriga
c. Corpo
Detalhes
1. Rebarba ou talude
2. Risca ou ranhura
3. Canal ou goteira 
4. Pé.